# Батыршин, Накий Хурамшинович
Накий Хурамшинович Батыршин (11 апреля 1932 года — 28 мая 2002) — инженер-строитель, Герой Социалистического Труда.

## Биография
Родился 11 апреля 1932 г. в с. Айдарали Стерлибашевского района Башкирской АССР.
Образование высшее, в 1959 г. окончил Казахский педагогический институт, в 1969 г. — Казахский политехнический институт.
В 1952—1954 гг. проходил службу в рядах Советской Армии.
Трудиться начал в 1954 г. в Ташаузском горкоме ВЛКСМ Туркменской ССР. В 1956 году прибыл по комсомольской путёвке на строительство Соколовско-Сарбайского горно-обогатительного комбината в г. Рудный Кустанайской области Казахской ССР, в 1958 г. направлен на строительство важнейшего объекта — Рудненской ТЭЦ. Работал каменщиком, затем — бригадиром каменщиков комплексной бригады строительного управления «Промстрой-5» треста «Соколоврудстрой».
Бригада Н. X. Батыршина закончила кладку стен главного корпуса ТЭЦ на 30 дней раньше намеченного срока, тем самым дала возможность смонтировать, сдать турбину и котлоагрегат раньше графика на 15 дней. По его предложению впервые на стройке,, в целях экономии металла, были применены подвесные леса, что высвободило десятки рабочих и сэкономило 12 тысяч рублей государственных средств. На объектах ТЭЦ бригада ежемесячно выполняла нормы выработки на 125—138 процентов.
За выдающиеся успехи, достигнутые в выполнении заданий семилетнего плана (1959—1965) по капитальному строительству, Указом Президиума Верховного Совета СССР от 11 августа 1966 г. Н. X. Батыршину присвоено звание Героя Социалистического Труда.
В 1971—1992 гг. работал главным инженером, начальником ПМК-245 треста «Татагропромстрой».

## Награды
- Герой Социалистического Труда (1966)
- Награждён орденом Ленина